# Oud
L'oud (in arabo عود‎?, ʿūd /ʕuːd/) o nella traslitterazione più corretta ʿūd, o ancora ʿūd sharqī (ʿūd orientale), è uno strumento cordofono, membro della famiglia dei liuti a manico corto, con cassa piriforme con tre fori decorati a rosette (uno sotto le corde, gli altri 2 lateralmente) e privo di tastatura. Al-ʿūd in arabo significa legno.

## La storia
Abū Ṭālib al-Mufaḍḍal ibn Salma attribuisce allo ʿūd una storia illustre, che risale alla notte dei tempi, attribuendone l'invenzione a Lamech, nipote di Adamo ed Eva, che grazie alla salma del proprio figlio creò il primo ʿūd.
Secondo gli storici musicali, progenitori dello ‘ūd risalgono all'antica Mesopotamia.
Lo ‘ūd è un'evoluzione del barbat, antico strumento persiano e arabo pre-islamico. Nel IX secolo Ziryab, musicista di ‘ūd di Baghdad fonda a Cordova una scuola di musica, aggiungendo una quinta corda allo strumento e la pratica dell'uso di un plettro fatto con la piuma d'oca al posto dell'attrezzo di legno fino a quel momento utilizzato.
Nel X secolo dalla Spagna islamica, è importato in Europa, dove diviene presto strumento preferito per accompagnare la musica di corte. Nel Rinascimento al manico dello ʿūd vengono aggiunti i tasti ed allargata la tastiera per poter aggiungere delle corde e diviene quello che è comunemente chiamato liuto.

## Lo strumento

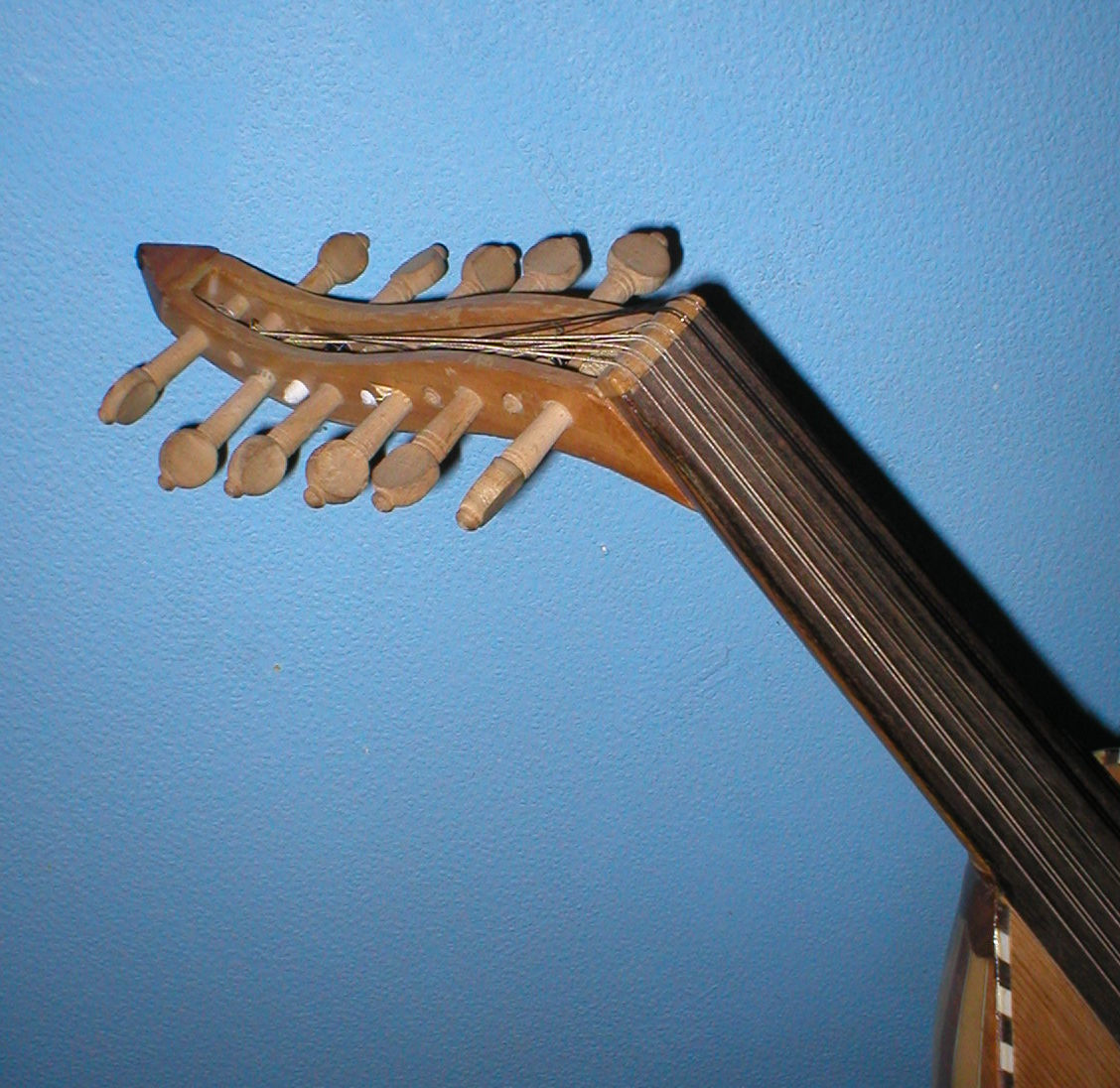
Dettaglio di un ʿūd

Lo ʿūd è considerato in Medio Oriente il Sultano degli strumenti musicali ed è diffuso in tutta la regione e nel Maghreb.
Il numero delle corde è variabile, solitamente sono 11 distribuite in 5 coppie con la stessa accordatura più un bordone singolo; una volta le corde erano di seta o di budello, attualmente sono più utilizzate quelle di nylon.
Il tipo di accordatura dipende dal genere suonato e dalla provenienza (Liuto turco= 
[La]-Re-Mi-La-Re-Sol; accordatura maghrebina=[Re]-Sol-La-Re-Sol-Do a partire dal basso).Uno strumento simile per dimensioni e per il manico senza tasti è la cobza rumena. I modelli di ʿūd più utilizzati sono quello arabo, turco, iraniano e iracheno.

## Liutai
Wissam Joubran, diplomato nella scuola di liuteria Antonio Stradivari a Cremona.

## Discografia
- Madar Jan Garbarek - Anouar Brahem - Shaukat Hussain 1994 ECM 519 075-2

## Musicisti celebri
- Le Trio Joubran[6]
- Dhafer Youssef
- Achref Chargui
- Anouar Brahem
- Aram Tigran
- Farid al-Atrash
- Nasser Shamma
- Bijan Mortazavi
- Munir Bashir
- Omar Bashir
- Marcel Khalife
- Rabih Abou Khalil
- Said Chraibi
- Haj Jounes
- Nour-Eddine Fatty
- Munir Nurettin Beken
- Joseph Tawadros
- Yurdal Tokcan
- Yorgo Bacanos
- Riad Al Sunbati
- Driss El Maloumi
- Hafid Moussaoui
- Issa Boulos
- Loab Hammoud
- Ziryab